# Francisco Fernando de Austria
Francisco Fernando de Austria (?, 15 de maig de 1626 - Eibar, 11 de març de 1634) va ser un fill natural de Felip IV, mort en la infància.
Nascut el 15 de maig de 1626, va ser fill natural de Felip IV. Es desconeix qui va ser la seva mare, només que era un fill de joventut que va tenir quan estava casat amb Isabel de Borbó. El nen era conegut com Charelo. Hi ha diverses teories sobre la maternitat del nen: que era fruit d'una relació amb la filla del comte de Chirel, però d'altres el relacionen amb La Charela, germana del noble Alfonso Enríquez, mort a Flandes el 1634, o també amb Chiarella, diminutiu del nom Chiara, que en italià és Clara. Algun autor, en canvi, cita com a mare a la reina, cosa que no recull cap altre autor, que o bé diuen que és fill natural del rei, és a dir, il·legítim, o simplement citen el monarca com a pare, sense especificar, i en tots ells atribuint el títol d'infant.
Es considera que va ser un dels fills il·legítims més estimats per Felip IV. L'1 de juny de 1630, des de Madrid es va lliurar despatx per lliurar la persona de Francisco Fernando al noble Juan de Isasi y Idiáquez, cavaller de l'orde de Sant Jaume, natural d'Eibar, on era propietari d'una casa-torre, perquè s'encarregués de tenir cura de la persona i de l'educació del nen. Allà va viure l'infant fins a la seva mort amb 8 anys, l'11 de març de 1634, tot i que altres fonts diuen que va morir el dia següent. La notícia es va saber a Madrid al cap de poc, el dia 17, i malgrat el seu origen il·legítim es va ordenar el trasllat del seu cos per ser enterrat al monestir d'El Escorial. El monarca va autoritzar el lliurament a través del seu secretari, Pedro de Villanueva, i va ordenar al seu majordom, Martín Abarca de Bolea, i al bisbe d'Àvila, que l'acompanyessin per assistir i rebre el cos, que va ser lliurat per l'alcalde d'Eibar, Francisco de Eguren, el 15 d'abril al monestir.
A la casa d'Isasi es conservava un retrat, obra de Velázquez d'un nen abillat com a caçador amb escopeta i amb un gos al costat, que hom havia afirmat que es tractava de Francisco Fernando, però que posteriorment va ser identificat, per part del Museu del Prado, com el príncep Baltasar Carles, que va també residir a Eibar durant un temps a partir de 1634, quan Juan de Isasi va passar a ser també el seu mestre i institutor.